# Rik Senten
Rik Senten (Antwerpen, 30 oktober 1885 - aldaar, 20 september 1962) was een Belgisch sportjournalist, auteur en revueregisseur voornamelijk actief in Antwerpen.

## Biografie
In 1909 nam Rik Senten de sportkrant 'Sport-Echo' over. Het blad behandelde voornamelijk voetbal. Wanneer er in de zomer geen voetbalcompetitie was, verschoof de focus naar het wielrennen. Later verscheen ook de rubriek ‘Waar den avond doorbrengen ?’ met diverse uitgangtips. De krant ging echter failliet, waarna Senten rond 1915, midden in Wereldoorlog I, de eerste keer de Sportgazet oprichtte.
Aan het begin van de 20ste eeuw bracht hij eigen revues in de intussen verdwenen Antwerpse amusementstempel de Hippodroom.
In totaal zou hij zo'n 25 revues schrijven waarvan de eerst 'De Sportrevue' uit 1913 dateert. Zijn eerste vertoning in de Hippodroom was in 1918 met 'Wat vraagt het volk'. Gesteund in de regie door Fé Pasmans volgende er nog vele en passeerde in 1941 ook de 'Rubensrevue' in het Rubenspaleis.
Zijn activiteiten in de sportwereld gingen echter veel verder dan journalistiek observeren. Hij was ook manager van meerdere Belgische en Nederlandse boksers tussen 1920 en 1930. In totaal zou hij zo'n 25 jaar actief zijn als sportmanager en organisator van bokswedstrijden.
In 1923 startte Rik al bij 'De Schelde' om in 1928 over te stappen naar de Volksgazet voor een decennialange loopbaan.
Na Wereldoorlog II zou hij opnieuw een Sportgazet oprichting die nadien over ging in de Volksgazet.
Door de jaren baatte hij twee cafés uit 'Café Sportif' en later 'Café Sportkring'. Beide waren een ontmoetingsplaats voor sporters en sportliefhebbers.
In 1944 schreef hij het autobiografische boek '100 Gongslagen - Vroolijke sportmemories van Rik Senten' met 245 genummerde pagina's over zijn ervaringen in de bokswereld.
Rik overleed op 20 september 1962 en werd begraven op het Schoonselhof in de Antwerpse deelgemeente Hoboken.

## Projecten

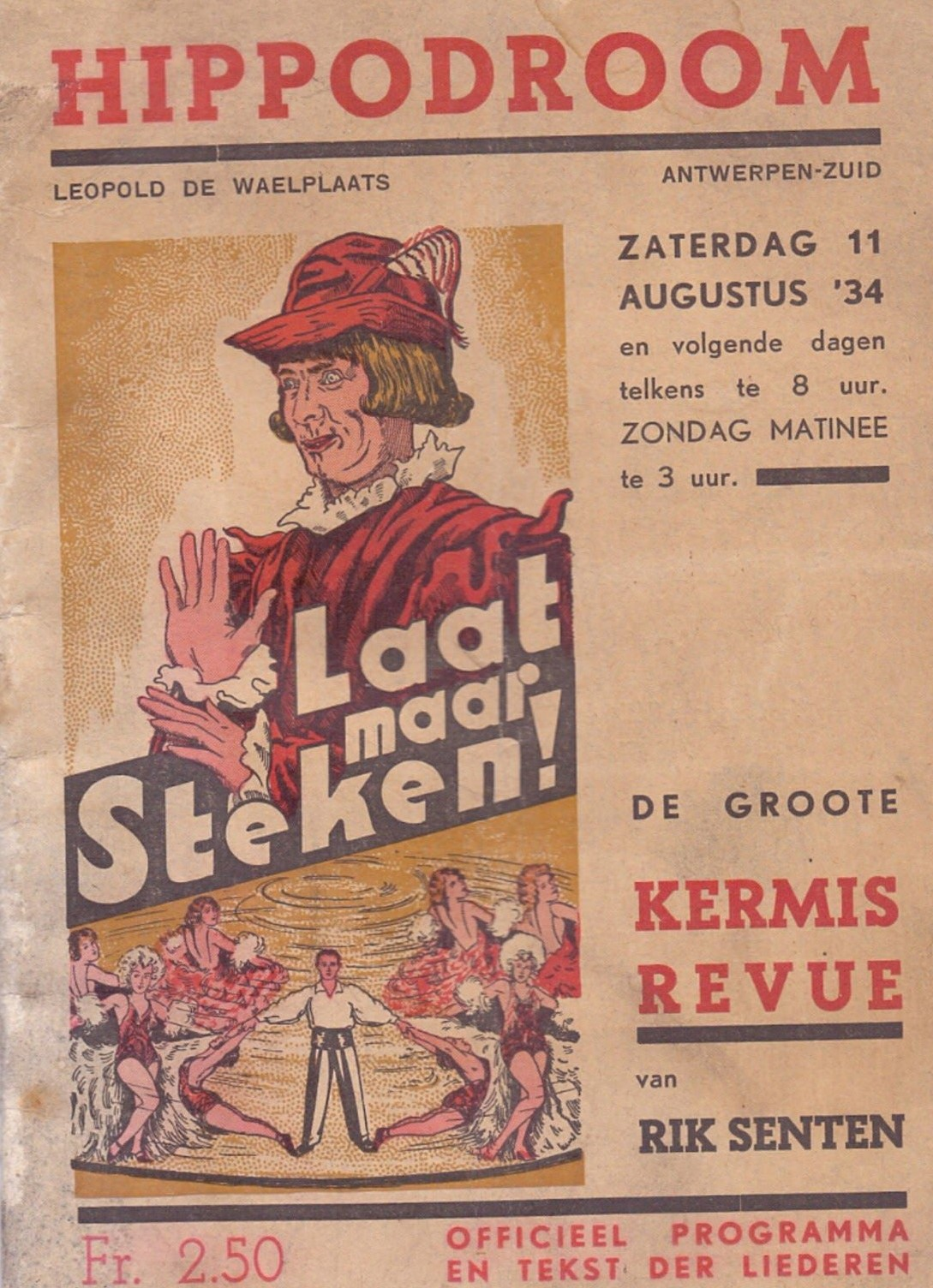
Revue affiche
'Laat maar steken' 11 augustus 1934

### Boksmanager
Rik trad op als manager van verschillende boksers. Beginnende in Antwerpen maar via Parijs en Milaan reisde hij met zijn 'poeleins' door Europa.
- De Antwerpenaar Piet Hobin actief tussen 1915 en 1931
- Het Senegalees-Frans talent Louis Mbarick Fall (16 september 1897 – 15 december 1925) actief tussen 1912 en 1925 en beter gekend als 'Batteling Siki'. Hij belandde uiteindelijk in Chicago en stierf daar na een avondje stappen door '... een blauw erwtje, toevallig uit den Browning van een politieagent ontsnapt' doorzeefd en liggende in een modderpoel.[3]

### Revue
- 1913 De sportrevue in El Bardo welke ook de locatie was voor bokswedstrijden.
- 1918 Wat vraagt het volk in de Hippodroom van Antwerpen
- Een enorm succes in 1923 - 1925 was 't Bard op en binnen met 6 schijnbaar naakte vrouwen die een luchter vormden.
- Alberto Riccardo alias Albert Vanrijkel trad in de jaren na Wereldoorlog II op als tenor in verschillende van deze revues.[4]
- 1934 De Kermisrevue Laat maar steken
- 1935-1936 Hip! Hip! Hoera! In deze revue zong Louis Staal de wals Pierke de Eierboer. Lotje de Troch en Frits Vaerewyck zongen de schottisch Griet en Piet.
- De Paasrevue Amaai! Mijn klokken in april 1936
- 19 februari 1938 - Doe z'eens vol!
- 1941 De Rubensrevue in het Rubenspaleis
- 1942
  - Hip-Hip-Hippodroom
  - ‘t Is da ne mensch zee…Eh ?
  - Zou ‘t nog gaan ?
  - Doe geen kosten
  - Schudden voor ‘t gebruik
  - Ge vangt ze…
  - Arm maar proper
  - Klein maar erg
  - Op olle gemak
  - Daar hedde wa
- Hernemingen van
  - Houdt Ze Warm
  - Heup met de beentjes
  - Hip-Hip-Hoera!
  - Laat maar steken !
  - Snuitje komt in mijn schuitje
- De laatste teruggevonden revue van Rik Senten zou Hands Up ! Kamerad ! zijn van kort na de Duitse overgave.

## Media

### Tijdschriften
- De Sportgazet
- De Volksgazet

### Boeken
Als auteur
- Rik Senten (1944). 100 Gongslagen - Vroolijke sportmemories van Rik Senten. Snoeck Ducaju en Zoon, Gent, pp. 245.

Voorwoord
- Henri Hodister (1926). Onze kampioenen - De bokssport. Const. Cleiren.
- Henri Hodister (1926). De Worstelsport. Gust Janssens, Antwerpen, pp. 128.